# Eita (Kiribati)
Eita é uma localidade do Kiribati, localizada em um atol, a oeste de Utiroa, Nuribenua, Tanaiang, e Te Kapuipui e a sul de Terikiai.
A localidade tem uma escola secundária, que recebe alunos de Takoronga e Temwamwang, enquanto a escola primária da comunidade é a de Utiroa.